# Matt Stajan
Matthew „Matt“ Stajan (* 19. Dezember 1983 in Mississauga, Ontario) ist ein ehemaliger kanadischer Eishockeyspieler. Der Center verbrachte insgesamt 15 Jahre bei den Calgary Flames und Toronto Maple Leafs in der National Hockey League (NHL) und bestritt in dieser Zeit über 1.000 Partien.

## Karriere
Matt Stajan begann seine Karriere bei den Belleville Bulls aus der Ontario Hockey League (OHL), für die er von 2000 bis 2003 insgesamt drei Jahre lang aktiv war. In dieser Zeit wurde er während des NHL Entry Draft 2002 in der zweiten Runde als insgesamt 57. Spieler von den Toronto Maple Leafs ausgewählt. Nachdem er noch gegen Ende der Saison 2002/03 zu seinem Debüt in der National Hockey League (NHL) für Toronto gekommen war, war er in der folgenden Spielzeit bereits Stammspieler in der NHL. Während des Lockout in der NHL-Saison 2004/05 stand Stajan ausschließlich für das damalige Farmteam Torontos, die St. John’s Maple Leafs aus der American Hockey League (AHL), auf dem Eis.
Im Januar 2010 wurde Stajan in einem mehrere Spieler umfassenden Tauschgeschäft an die Calgary Flames abgegeben. Im Trikot der Flames absolvierte er im März 2018 sein 1000. Spiel der regulären Saison in der NHL. Nach der Saison 2017/18 wurde sein auslaufender Vertrag in Calgary nicht verlängert.
Zur Saison 2018/19 wechselte der Kanadier zum EHC Red Bull München in die Deutsche Eishockey Liga (DEL). Dort wurde er mit 33 Punkten drittbester Scorer der Münchner. Anschließend verkündete Stajan im Dezember 2019 sein offizielles Karriereende. Insgesamt hatte er in der NHL 1.003 Partien absolviert und dabei 413 Scorerpunkte verzeichnet. Anschließend war er in der Saison 2021/22 als Assistenztrainer bei den Calgary Hitmen in der WHL tätig.

## Erfolge und Auszeichnungen
- 2003 OHL Third All-Star Team
- 2004 Teilnahme am NHL YoungStars Game
- 2019 Deutscher Vizemeister mit dem EHC Red Bull München

### International
- 2003 Silbermedaille bei der U20-Junioren-Weltmeisterschaft

## Karrierestatistik

### International
Vertrat Kanada bei:
- U20-Junioren-Weltmeisterschaft 2003

(Legende zur Spielerstatistik: Sp oder GP = absolvierte Spiele; T oder G = erzielte Tore; V oder A = erzielte Assists; Pkt oder Pts = erzielte Scorerpunkte; SM oder PIM = erhaltene Strafminuten; +/− = Plus/Minus-Bilanz; PP = erzielte Überzahltore; SH = erzielte Unterzahltore; GW = erzielte Siegtore; 1 Play-downs/Relegation; Kursiv: Statistik nicht vollständig)